# OS-9
Ne doit pas être confondu avec Mac OS 9.
OS-9 est un système d'exploitation temps réel dur né en 1979-1980, et créé par la société Microware Systems Corporation. 
Ce système d'exploitation peut être mis sur une carte placée dans un rack VME, connecté par le biais d'une liaison série à un PC ou à une station de travail (RS/6000, etc.) ; il est alors possible via le logiciel Microware Hawk, fonctionnant sous Windows, de communiquer avec la carte en accédant à un interpréteur de commandes.
En 1999, 19 ans après la première version d'OS-9, Apple lance son système d'exploitation Mac OS 9. Cette année-là, Microware poursuivit Apple en raison de la marque déposée.

## Caractéristiques du système
OS-9 est une sorte d’Unix et il est multitâche, multiutilisateur et temps réel. Il est qualifié de « ROMable ».
Il est également modulaire, en permettant à des nouveaux périphériques d'être installés rapidement sur le système en écrivant de nouveaux pilotes ou, si le pilote existe, en créant simplement un nouveau descripteur de fichier. 
Il est aussi compact ; le noyau fait moins de 20 Ko et est particulièrement intéressant à utiliser dans le domaine des systèmes embarqués : il fut d'ailleurs choisi par Sony et Philips pour leur lecteur CD-I. Le système de navigation de la BMW 750i utilise également OS-9.
Une détection des erreurs dans les modules chargés en mémoire est effectuée grâce au CRC 24.

## Architectures supportant OS-9
- 6809 (dont les Color Computer 1 à 3 pour les versions "Level I" et le Color Computer (CoCo) 3 pour les versions "Level II")
- 68000
- MIPS, pour OS-9000
- PowerPC, pour OS-9000

## Versions
La première version fut écrite en langage assembleur pour le processeur Motorola 6809, et fournissait alors une zone adressable de 64 Ko. Une seconde version pour le processeur 6809 fut ensuite réalisée qui supportait 1 Mo d'espace mémoire adressable ; dans de nombreuses implémentations, il incluait également un environnement graphique. Plus tard, la version pour le 6809 (OS-9/6809) fut portée, en langage assembleur, pour le 68000 (OS-9/68K); puis fut réécrite en langage C dans un souci de portabilité et prit le nom de OS-9000.

## Commandes principales
Parmi les commandes principales disponibles, on trouve :
- ee_config pour voir les paramètres du réseau (adresse IP, masque...) ou des périphériques
- dir pour lister le contenu du répertoire en cours
- mdir pour lister les modules chargés en mémoire
- telnetd pour lancer le serveur telnet
- unlink pour décharger un module
- cc, un compilateur C
- cfp asm, un assembleur
- ze, un éditeur de textes
- debug, qui permet de déboguer en assembleur
- ftp, permet de lancer le client ftp
- tlg, permet la connexion vers un châssis hôte.